# Dicranota (Ludicia) subspectralis
Dicranota (Ludicia) subspectralis is een tweevleugelige uit de familie Pediciidae. De soort komt voor in het Oriëntaals gebied.